# Alejandro Carrasco
Alejandro Ulises Carrasco Orellana (Santiago del Cile, 23 marzo 1978) è un ex calciatore cileno, di ruolo Centrocampista.